# オリエント急行

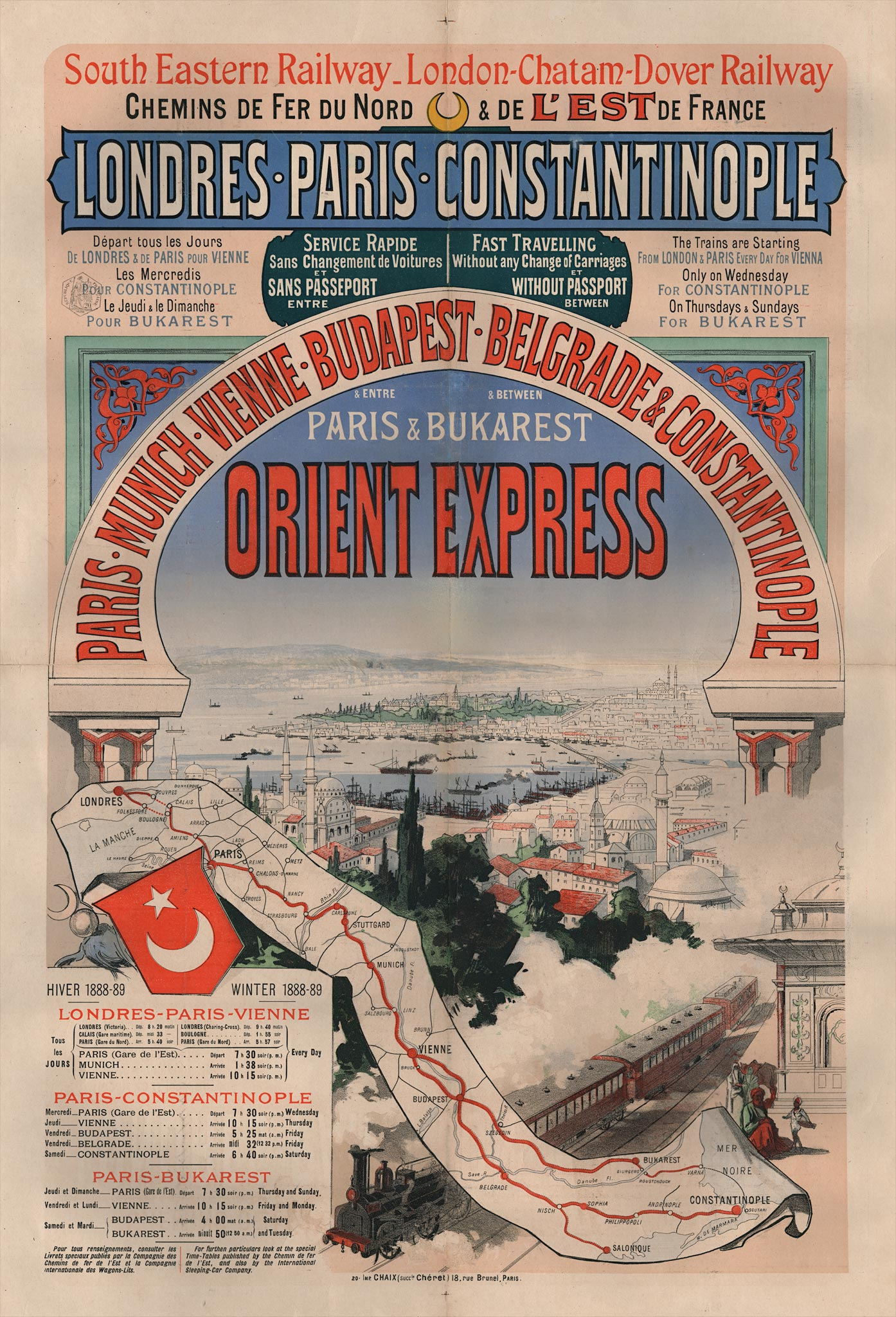
オリエント急行のポスター。

オリエント急行（オリエントきゅうこう、Orient Express、初期には Express d'Orient）は、ヨーロッパを走行する長距離夜行列車、およびこれにちなんで名付けられた列車である。

## 概要
オリエント急行の起源は、国際寝台車会社（日本での通称「ワゴン・リ」社）により1883年に運行が開始されたパリ - コンスタンティノープル（イスタンブール）間の列車（当時は一部船舶連絡）である。その後、西ヨーロッパとバルカン半島を結ぶ国際寝台車会社の列車群が「オリエント急行」を名乗るようになった。西ヨーロッパ側の起点はパリのほかフランスのカレーやベルギーのオーステンデなどがあり、バルカン半島側の終点はイスタンブールのほかギリシアのアテネやルーマニアのコンスタンツァ、ブカレストなどがあった。これらの列車は出発地や途中の経路により以下のように名付けられていた。
- オリエント急行（Orient Express）：1883年 - 2009年
  - （イスタンブール行）カレー - パリ - ストラスブール（シュトラスブルク） - ミュンヘン - ザルツブルク - リンツ - ウィーン - ブダペスト - ベオグラード - ニシュ - ソフィア - イスタンブール（コンスタンティノープル）
  - （アテネ行）ニシュ - スコピエ - アテネ
  - （ルーマニア方面行） ブダペスト - ブカレスト - コンスタンツァ
- オーステンデ・ウィーン・オリエント急行（Oostende Wien Orient Express）：1900年 - 1939年
  - オーステンデ - ブリュッセル - ケルン - フランクフルト・アム・マイン - ニュルンベルク - リンツ（以下、オリエント急行に併結）
- シンプロン・オリエント急行（Simplon Orient Express）：1919年 - 1962年
  - （イスタンブール、アテネ行） カレー - パリ - ローザンヌ -（シンプロントンネル）- ミラノ - ヴェネツィア - トリエステ - リュブリャナ - ザグレブ - ヴィーンコヴチ (Vinkovci) - ベオグラード（以下、オリエント急行イスタンブール、アテネ行と同じ）
  - （ブカレスト行） ヴィーンコヴチ - オルソヴァ - ブカレスト
- アールベルク・オリエント急行（Arlberg Orient Express）：1931年 - 1962年
  - カレー - パリ - バーゼル - チューリッヒ -（アールベルクトンネル）- インスブルック - ザルツブルク（以下、オリエント急行と同じ）
- バルト・オリエント急行（Balt Orient Express）：1948年 - 1995年
  - ストックホルム - トレレボリ（Trelleborg） -（連絡船）- オドラ・ポート（現・シフィノウイシチェ） - ポズナン - ブダペスト - ブカレスト、ベオグラード。のちに起点をベルリンに変更。
- ダイレクト・オリエント急行（Direct Orient Express）：1962年 - 1977年
  - パリ - イスタンブール、アテネ（経路はシンプロン・オリエント急行と同じ）
- タウエルン・オリエント急行（Tauern Orient Express）：1966年 - 1979年
  - ミュンヘン -（タウエルントンネル）- リュブリャナ（以下、ダイレクト・オリエント急行と同じ）

いずれも時期によって区間や経由地は少しずつ異なり、またこのほかにも途中駅での客車の併結、分割は多数行われていた。第二次世界大戦後は区間短縮や廃止が相次いでおり、2009年時点で残ったのはストラスブール - ウィーン間のオリエント急行のみであった。これは国際夜行列車ユーロナイトの一列車となっていたが、2009年12月14日に廃止された。
第二次世界大戦前まで、これらの列車は原則として国際寝台車会社の客車のみで編成されており、西ヨーロッパと東ヨーロッパ・アジアを結ぶ列車として、王侯貴族や外交官、裕福な商人や旅行者などに愛用された。車両の豪華さに限れば、青列車（ル・トラン・ブルー）などの西ヨーロッパ圏内の豪華列車に比べ一段劣っていたものの、西ヨーロッパ人にとっては異文化圏である「オリエント」へ向かう列車として、また東ヨーロッパやアジアの上流階層の人々にとっては彼らと西ヨーロッパを結びつけるものとして名声を得た。
第二次大戦後は航空機の普及や東西冷戦のためこうした性格は失われ、列車は通常の二等車や三等車主体の編成に国際寝台車会社の寝台車が併結されるにすぎないものとなった。1971年には国際寝台車会社が寝台車事業から撤退し、寝台車は各国の鉄道事業者が保有するものとなった。
なお、上記以外の正式名称に「オリエント」のつかない列車でも、東西ヨーロッパを結ぶ列車のことをマスメディアなどが「オリエント急行」と呼ぶことがある。
一方で、1920年代から30年代の国際寝台車会社の車両を復元した観光列車が1970年代以降登場しており、これらも「オリエント急行」を名乗っている。おもなものには以下がある（#オリエント急行を復元した観光列車で後述）。
- ベニス・シンプロン・オリエント・エクスプレス（ベニス・シンプロン・オリエント急行、Venice Simplon Orient Express、VSOE） - オリエント・エクスプレス・ホテルズ（現・ベルモンド）が1982年に運行を開始した、ロンドンとイタリアを結ぶ観光列車。
- ノスタルジー・イスタンブール・オリエント急行（Nostalgie Istanbul Orient Express、NIOE）、旧名ノスタルジー・オリエント急行（Nostalgie Orient Express、NOE） - スイスの旅行会社インターフルーク社が1977年から運行を始めた観光列車。
- プルマン・オリエント急行（Pullman Orient Express、POE） - フランスのアコーホテルズの傘下に入った国際寝台車会社が所有する列車。寝台車はなく食堂車とラウンジカーによって編成された昼行専用である。

さらにヨーロッパの列車とは特に関係のない観光列車の名称としても用いられている。これにはベルモンド社がバンコクとシンガポールの間で運行を行っている「イースタン・オリエント急行」（E&O）、アメリカン・オリエントエクスプレス社が所有する「アメリカン・オリエント急行」、メキシコを走行する「サウス・オリエント急行」、中華人民共和国を走行する「チャイナ・オリエント急行」、インドを走行する「ロイヤル・オリエント急行」が存在する（#アジアとアメリカの観光列車で後述）。

## 歴史

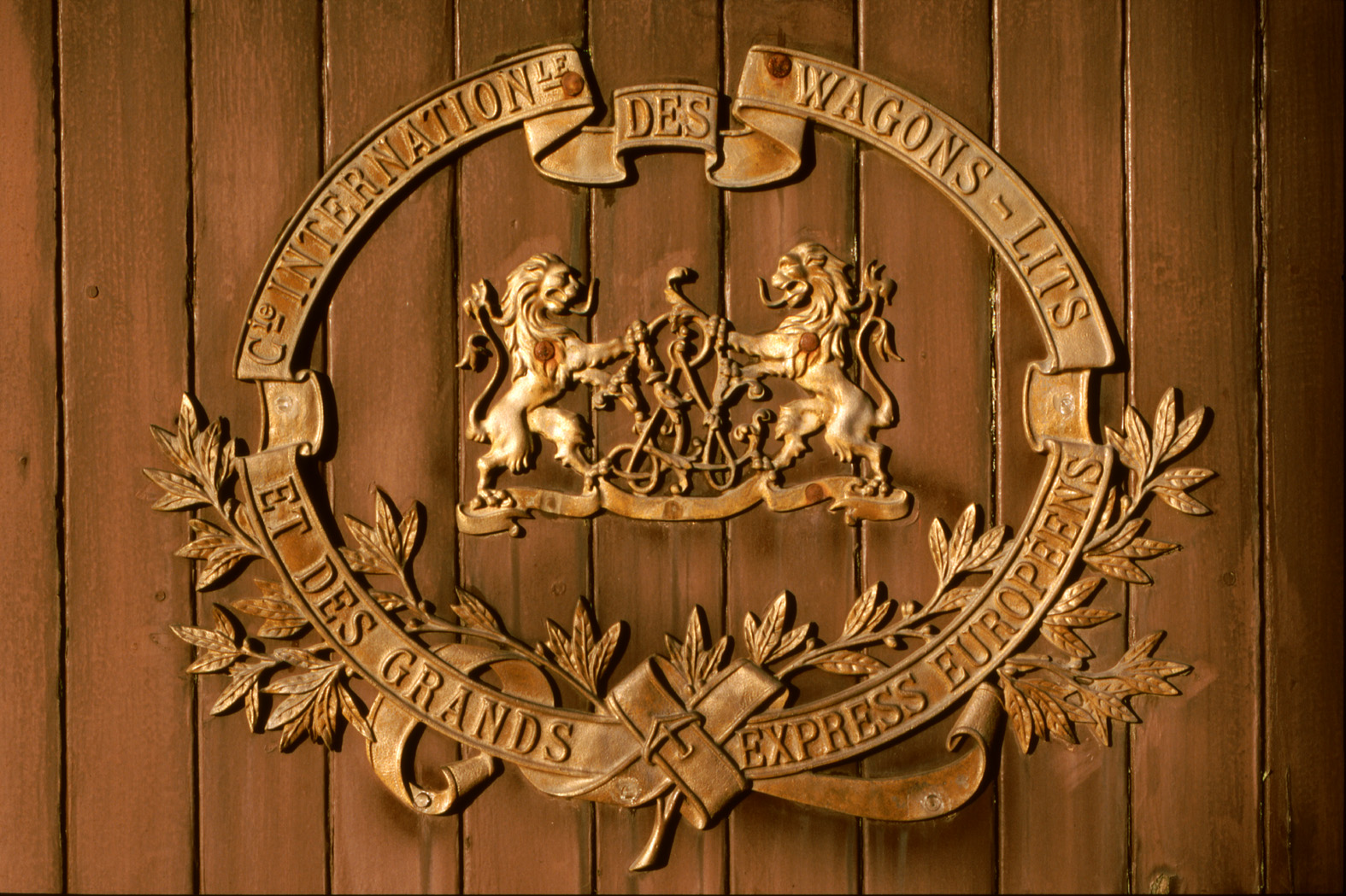
国際寝台車会社のエンブレム

### 登場まで
1872年、ベルギーの銀行家の息子であるジョルジュ・ナゲルマケールスは国際寝台車会社を設立した。彼は1868年にアメリカを旅行し、アメリカのプルマン社の寝台車に感銘を受け、ヨーロッパでの寝台車会社の設立を思い立った。アメリカ人の大富豪、ウィリアム・ダルトン・マンもこの会社の設立を支援し、当時大陸ヨーロッパに進出しようとしていたプルマン社との参入競争を繰り広げていた。
西ヨーロッパとオリエントを結ぶオリエント急行は同社の看板列車として計画されており、1880年代初めにはパリ・ウィーン間で食堂車や豪華寝台車の運行が始まっていた。

### 開通記念列車
オリエント急行の開通記念列車は1883年10月4日夜にパリ・ストラスブール駅（現・パリ東駅）を発車し、6日かけてコンスタンティノープル（イスタンブール）に到着した。なおオスマン帝国では首都の市名を「イスタンブール」と称していたが、西ヨーロッパでは旧名の「コンスタンティノープル」が使われており、「オリエント急行」の行き先も旧名で表記されていた。
経路はパリ（フランス） - シュトラスブルク（ドイツ帝国、現・ストラスブール） - ミュンヘン - ウィーン（オーストリア＝ハンガリー帝国） - ブダペスト - オルソヴァ（ルーマニア王国） - ブカレスト - ジュルジュ - ルセ（ブルガリア公国） - ヴァルナ - コンスタンティノープル（オスマン帝国）である。ただしこのときにはコンスタンティノープルまでの線路は全通しておらず、国際寝台車会社の車両で運行されたのはジュルジュまでで、ドナウ川を船で渡り、ルセ - ヴァルナ間はイギリス資本のブルガリアの鉄道の通常の客車を利用、ヴァルナ - コンスタンティノープル間は汽船で黒海を渡った。
記念列車は寝台車2両、食堂車1両、荷物車（兼車掌車）2両の編成であった。寝台車と食堂車はボギー台車を使用しており、国際寝台車会社創業時の二軸車や三軸車からは大幅に乗り心地が向上していた。
記念列車には沿線各国の高官や鉄道関係者、ジャーナリストなどが招待されたほか、ナゲルマケールスをはじめとする国際寝台車会社の幹部も乗車した。途中ルーマニアでは国王カロル1世自ら離宮に招待するなど、沿線各国で歓迎を受けた。招待客の中にはアルザス出身でパリ在住の作家エドモン・アブー（en:Edmond François Valentin About）と、ロンドン・タイムズ紙のパリ支局長アンリ・ステファン・オペル・ドブラヴィッツ（en:Henri Blowitz）が含まれており、新列車は彼らの筆により西ヨーロッパに紹介された。ドブラヴィッツはさらに到着地のイスタンブールでスルタンアブデュルハミト2世と西ヨーロッパのジャーナリストとしては初の単独会見に成功している。

### 第一次世界大戦前

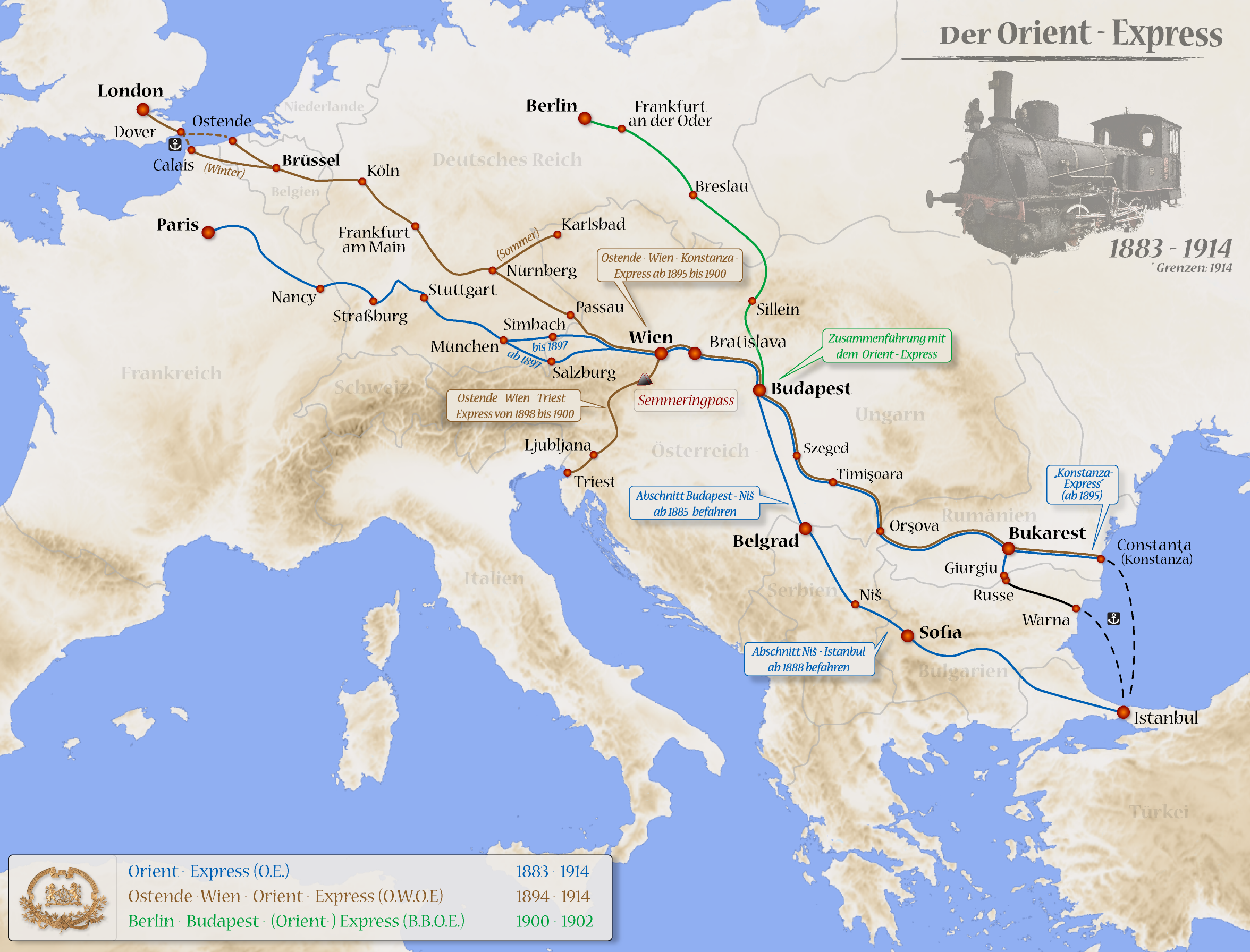
オリエント急行（青）と関連列車（第一次世界大戦前）

定期列車としてのオリエント急行は、1883年10月25日からパリ - ジュルジュ間で営業を開始した。連絡する船舶などと合わせたパリからコンスタンティノープルまでの所要時間は81時間41分である。当初は週1便の運行であったが、1885年には途中のウィーンまで毎日運行となった。また1885年からは当初のルートのほかブダペストからベオグラード、ソフィアを経由する列車（一部馬車連絡）も運転された。1889年6月には念願のコンスタンティノープルまでの列車の直通運転がベオグラード・ソフィア経由で実現した。これによりパリからコンスタンティノープルへの所要時間は67時間46分にまで短縮された。
1891年には列車名の表記をフランス語のExpress d'Orientから英語式語順のOrient Expressに改めた。また1896年にはルーマニア国内でドナウ川の鉄橋が開通し、ルーマニア方面へのオリエント急行はブカレスト経由コンスタンツァ行となった。
直通運転が実現したとはいえ、オリエント急行の走る東ヨーロッパの政情は不安定であり、インフラストラクチャーの整備も西ヨーロッパと比べ遅れていた。このため列車の運行にはさまざまな困難が伴った。1891年には盗賊団が列車を襲い、乗客を誘拐して身代金を要求する事件が起こった。また1892年にはバルカン半島でのコレラの流行のため列車が10日間隔離された。
1900年には、ベルギーのオーステンデからウィーンに至るオーステンデ・ウィーン急行の客車の一部がオリエント急行に併結されてコンスタンツァおよびコンスタンティノープルに直通するようになり、オーステンデ・ウィーン・オリエント急行と名付けられた。オーステンデではイギリスからの連絡船に接続しており、これによってイギリスからバルカン半島方面への所要時間が短縮された。同年にはベルリンからの客車をブダペストでオリエント急行に併結させるベルリン・ブダペスト・オリエント急行が運行を開始したが、こちらは利用者が少なく翌年には直通を中止している。
このころオリエント急行を利用できたのは、王侯貴族や高級官吏、富豪などのごく限られた人々だった。パリ・コンスタンティノープル間の一等運賃と寝台料金の合計は当時の召使の給料1年分に相当したという。

### 第一次世界大戦
1914年に第一次世界大戦が勃発するとオリエント急行は運休を余儀なくされた。1915年末のセルビアの敗北により、ドイツ帝国からイスタンブールまでが中央同盟国の線路でつながると、ドイツは翌1916年1月15日からベルリンおよびシュトラスブルク - イスタンブール間で「バルカン列車（Balkanzug）」の運転を始めた。ドイツはかねてから国際寝台車会社の路線網がパリを中心に構成されており、オリエント急行もドイツ南部を通りすぎるのみで首都ベルリンを軽視していることに不満を抱いており、バルカン列車はオリエント急行に取って代わろうとしたものであった。しかし1918年10月には同盟国のブルガリアでの敗退により運行を終えた。

### 戦間期

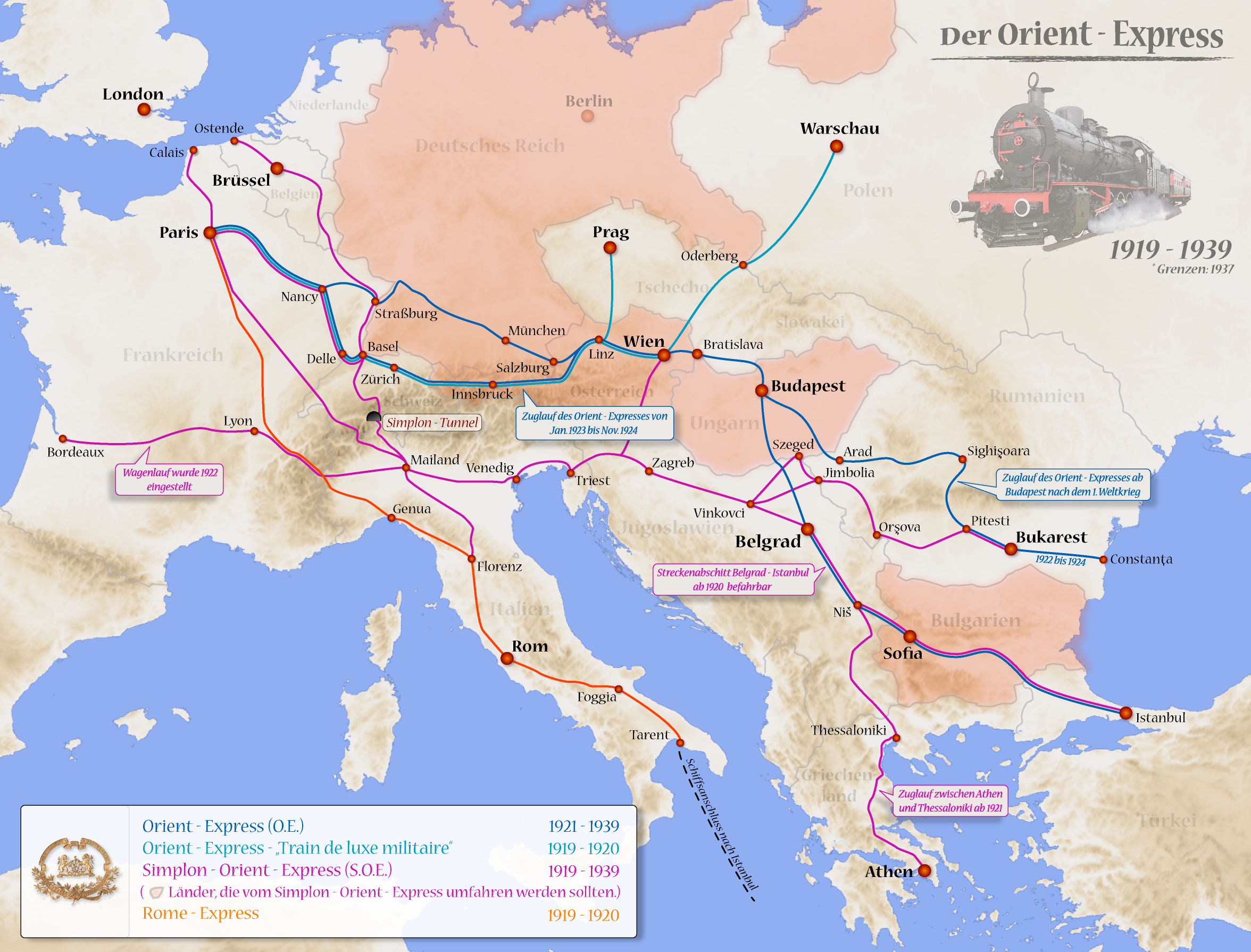
オリエント急行（青）とシンプロン・オリエント急行（紫）

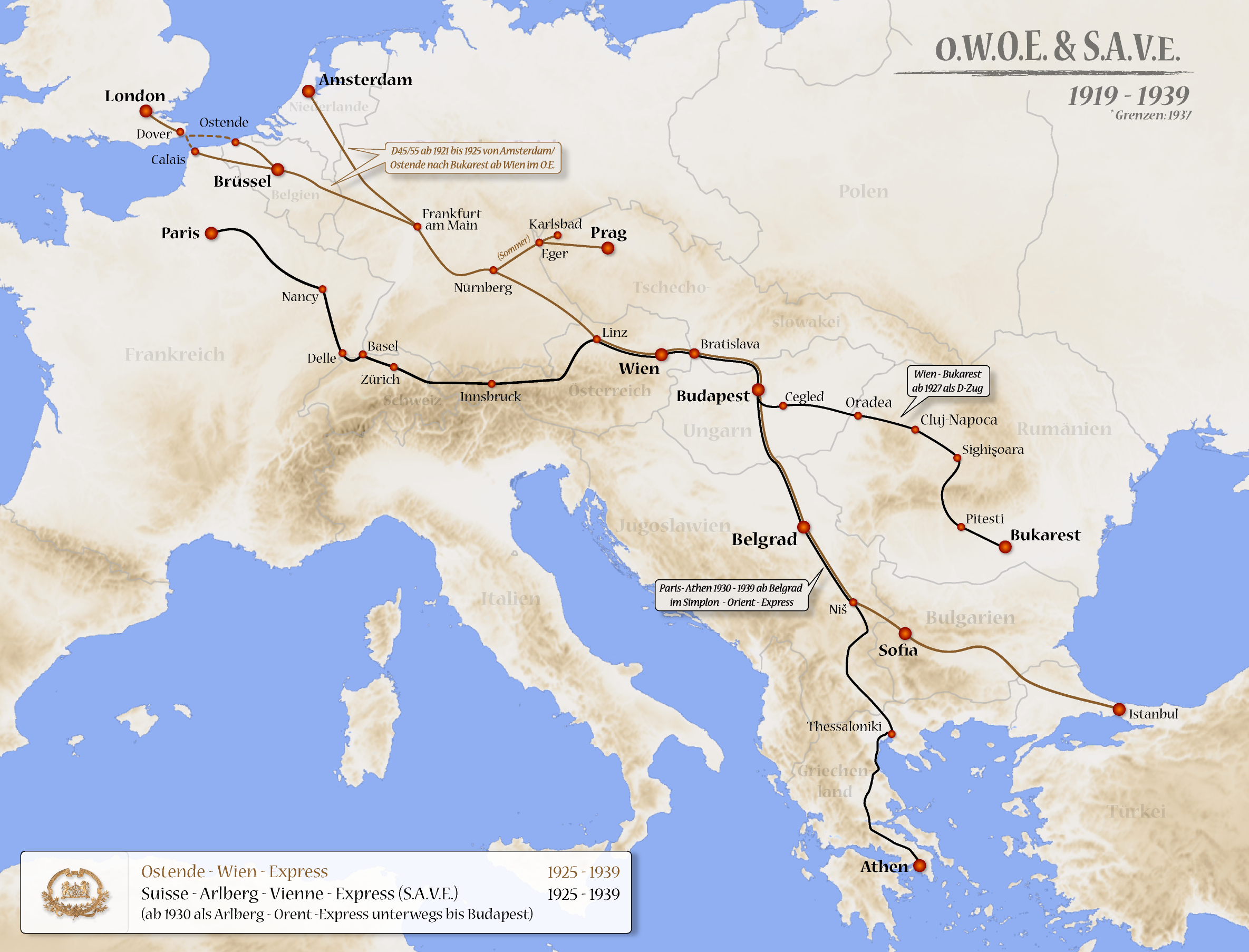
オーステンデ・ウィーン・オリエント急行とアールベルク・オリエント急行

休戦後、オリエント急行は1919年1月18日からパリ - ウィーン - ブカレスト・ワルシャワ間で「軍用豪華列車」として運行を再開したが、利用できるのは連合国の軍人か軍の許可を得た者のみだった。またパリ - ウィーン間の経路はドイツ領を避け、スイスのバーゼル、チューリッヒを経由してオーストリアに入り、アールベルクトンネル を通ってリンツ、ウィーンに至るというものだった。
同年4月からは、パリ - ヴェネツィア間のシンプロン急行（Simplon Express）を延長する形で、パリ - ベオグラード間にシンプロン・オリエント急行（Simplon Orient-Express）がシンプロントンネル経由で運行を開始した。オリエント急行をシンプロントンネル経由で運転することは1905年のトンネル開通時から計画されていたが、この経路ではドイツ帝国領をまったく経由せず、オーストリア＝ハンガリー帝国も南部を通りすぎるのみだったため、両大国の反発を招き実現していなかった。大戦後は両敗戦国の国際列車に関する発言力は低下し、そもそも領内通過自体が困難な状況であったため、シンプロントンネル経由が採用された。シンプロン・オリエント急行は翌1920年にはイスタンブールまで直通するようになった。
1919年6月28日に調印されたヴェルサイユ条約には鉄道に関する条項もあり、ドイツは連合国から直通する国際列車を国内の最速列車と同様の待遇で通過させることが義務づけられた。ほかの同盟国と連合国との講和条約にも同様の条項があった。とはいえドイツ国内の線路の荒廃や石炭の不足、さらにフランスとドイツの間で勃発したルール問題のためオリエント急行のドイツ領通過はまだ困難だった。
ストラスブール、ミュンヘン経由のオリエント急行は1921年5月にブカレストまで再開されたものの、運行は不安定であり、1923年からはドイツ領を迂回しアールベルクトンネル経由となった。ミュンヘン経由のオリエント急行が復活したのは1924年11月のことである。またアールベルクトンネル経由の経路は1931年5月からアールベルク・オリエント急行（Arlberg Orient-Express）と名付けられた。
1930年代はオリエント急行の最盛期であり、シンプロン・オリエント急行がカレーおよびパリからイスタンブールおよびアテネまで毎日運行、オリエント急行（ストラスブール経由）が週3便カレー・パリからイスタンブール（ベオグラードからはシンプロン・オリエント急行と併結）・ブカレストへ、アールベルク・オリエント急行が週3便（オリエント急行とは別の日）にカレー・パリからブカレスト・アテネへ運行された。このほかボルドー、オーステンデ、ベルリン、プラハなどからの客車が途中駅から併結されることもあった。
またこの時期、イスタンブールでの終着駅であるシルケジ駅の対岸のアジア側にあるハイダルパシャ駅からは、オリエント急行に接続してタウルス急行がトリポリやバグダードまで（バグダード鉄道の全通までは一部自動車連絡）運行されており、さらに列車や自動車を乗り継いでカイロやテヘランまで連絡していた。当時のトーマス・クック時刻表ではロンドンからテヘラン、バスラまでの時刻が1枚の表に収められていた。
第二次世界大戦の勃発により、これらの列車はまず枢軸国と中立国の領域内のみに短縮され、さらに全列車が運休となった。

### 第二次世界大戦後

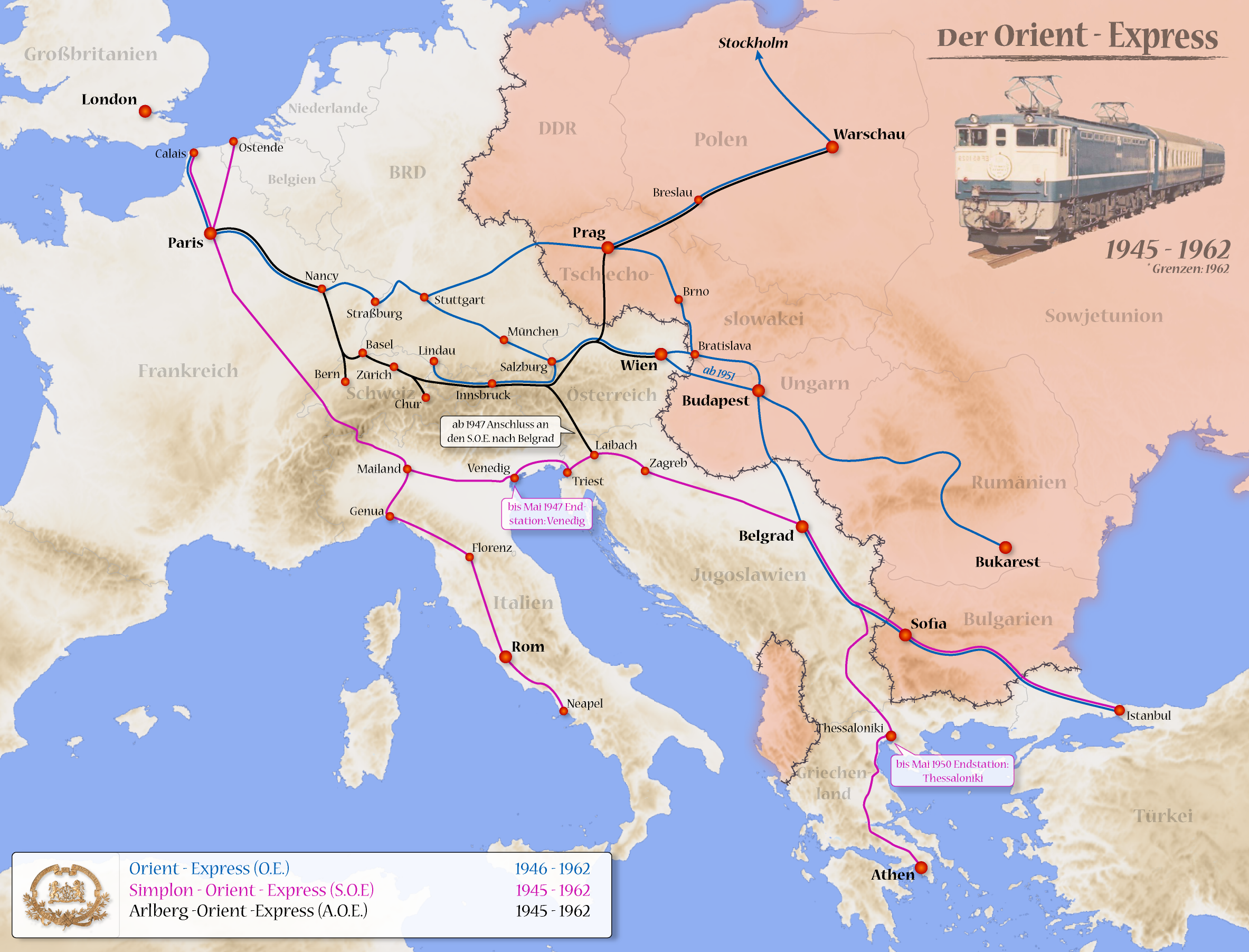
第二次世界大戦後のオリエント急行

第二次世界大戦の終戦後、まず1945年11月にシンプロン・オリエント急行がソフィアまで運行を再開し、1947年にはイスタンブールまでの直通が復活した。また1946年にはオリエント急行がパリ - ウィーン間で、アールベルク・オリエント急行がパリ - イスタンブール・ブカレスト間で運行を再開した。アテネへの直通は1950年に再開している。ただし、これらの列車は座席車や簡易寝台車を含む編成となっており、国際寝台車会社の個室寝台車のみで構成された最盛期の姿は蘇らなかった。モータリゼーション時代の到来や航空機の性能向上により、オリエント急行を利用する長距離旅客は減少していた。また東西冷戦の影響もあり、国境駅での厳格な手荷物検査などが運行の障害となり、所要時間は戦前より大きく延びていた。
この時期「オリエント急行」を名乗った列車には、バルト海沿岸から共産圏のみを通ってバルカン半島に向かう「バルト・オリエント急行」や、西ドイツからオーストリアのタウエルントンネル（Tauerntunnel）を通ってバルカンに向かう「タウエルン・オリエント急行」があった。
1962年には国際列車の再編が行われ、シンプロン・オリエント急行とアールベルク・オリエント急行はイスタンブール・アテネへの直通を中止し、列車名から「オリエント」の字を外した。これに代わり、パリからバルカン半島方面への座席急行列車に直通の寝台車を連結する形でダイレクト・オリエント急行（Direct Orient Express、直通オリエント急行）がイスタンブールおよびアテネへ各週2便運行されるようになった。ただしダイレクト・オリエント急行の実態は各国のローカル列車に老朽化した寝台車がわずかに連結されているのみであり、停車駅が多く時間調整のための長時間停車もあった。食堂車は一部区間でしか連結されず、当時の旅行記では食事の確保にすら苦労した様子が描かれている。無論、全線を乗り通す乗客は少なかった。
1971年は国際寝台車会社が寝台車の営業から撤退し、その車両はヨーロッパ寝台車プール（TEN）に引き継がれた。
1977年にはダイレクト・オリエント急行が廃止され、パリ発5月19日、イスタンブール発5月22日の列車が最終列車となった。これによりパリ - イスタンブール間の直通列車は消滅した。

### イスタンブール直通廃止後
ストラスブール・ウィーン経由のオリエント急行は、1950年代からパリからブダペストまたはブカレストへの国際夜行列車となっていた。ダイレクト・オリエント急行の廃止後もブカレストへのオリエント急行は運行されていたが、2001年6月のダイヤ改正で運行区間をパリ - ウィーン（ウィーン西駅）間に短縮し、ユーロナイト262・263列車となった。これによりスピードアップが図られたが、食堂車の連結は取りやめられた。
2002年11月6日、パリ発ウィーン行きの列車がフランス国内のナンシー駅発車後、寝台車で火災が発生し12名が死亡する事故が起きた。
2004年3月時点でのパリ - ウィーン間直通の編成は次のようなものであった。
寝台車1両 - クシェット（簡易寝台車）2両 - 2等座席車3両
その他に、パリ - ストラスブール間とザルツブルク - ウィーン間で1等座席車および2等座席車が増結されていた。
2007年6月10日にTGV東ヨーロッパ線が開業したことにともない、運転区間が現行のストラスブール - ウィーン間に短縮され、ストラスブールでTGV列車に接続するダイヤに改められたほか、停車駅の大幅な削減が実施された。
2008年12月のダイヤ改正でオリエント急行の列車番号は468・469と改められた。
しかしコスト高や高速鉄道網の発展により、この列車も2009年12月12日8時59分ストラスブール着の列車を最後に廃止された。
その後2021年12月13日から、「オリエント急行」と銘打ってはいないもののナイトジェットの新路線NJ468/469として、14年ぶりにパリ直通便として復活した。
停車駅は以下の通り。
- パリ東駅
- ストラスブール駅
- カールスルーエ中央駅
- ミュンヘン東駅
- ローゼンハイム駅
- ザルツブルク中央駅
- リンツ中央駅
- ザンクト・ペルテン中央駅
- ウィーン・マイドリング駅
- ウィーン中央駅

## 車両・編成
登場時のオリエント急行は寝台車2両、食堂車1両、荷物車（兼乗務員車）2両の編成で、寝台車には4人用個室3室と2人用個室4室があった。寝台車と食堂車はボギー車で、荷物車は三軸車であった。ボギー車は1880年代までのヨーロッパではあまり普及しておらず、本格的に採用したのはオリエント急行が初めてであった。車体はいずれも木製であるが、チーク材を使用し当時の一般的な車両よりも頑丈な構造であった。また、車齢4年以上の客車は使用しないと宣伝していた。20世紀初頭まで国際寝台車の客車には特に決まった形式というものはなく、車両ごとに仕様は少しずつ異なっていた。1898年ごろに投入された新型寝台車では4人個室1室、2人個室7室の構成であった。
1907年から国際寝台車会社は同社初の標準型寝台車であるR型の製造を始め、オリエント急行にも使用した。R型は2人用個室9室からなり、ほかに洗面室3室を備えていた。1909年にはR型の増備にともない、オリエント急行の寝台車は3両に増えた。また荷物車もこのころまでに大型のボギー車になった。
第一次世界大戦後、国際寝台車会社は1922年から鋼製のS型寝台車の製造を始めたが、これはまず青列車など西ヨーロッパの列車に用いられ、オリエント急行で使われたのは1926年からである。これ以降Z型、Y型、LX型などの新型車両が登場し、これらもオリエント急行に用いられた。ただしY型の使用は第二次世界大戦後であり、LX型はシンプロン・オリエント急行のフランスからスイス、イタリアにかけての一部区間で連結されたにとどまる。
第二次世界大戦後のオリエント急行は沿線各国の鉄道の保有する二等車、三等車などを主体とした編成に、国際寝台車会社の寝台車が数両連結される編成となった。ヨーロッパではじめて簡易寝台車（クシェット）を連結したのはオリエント急行である 。

## オリエント急行を復元した観光列車

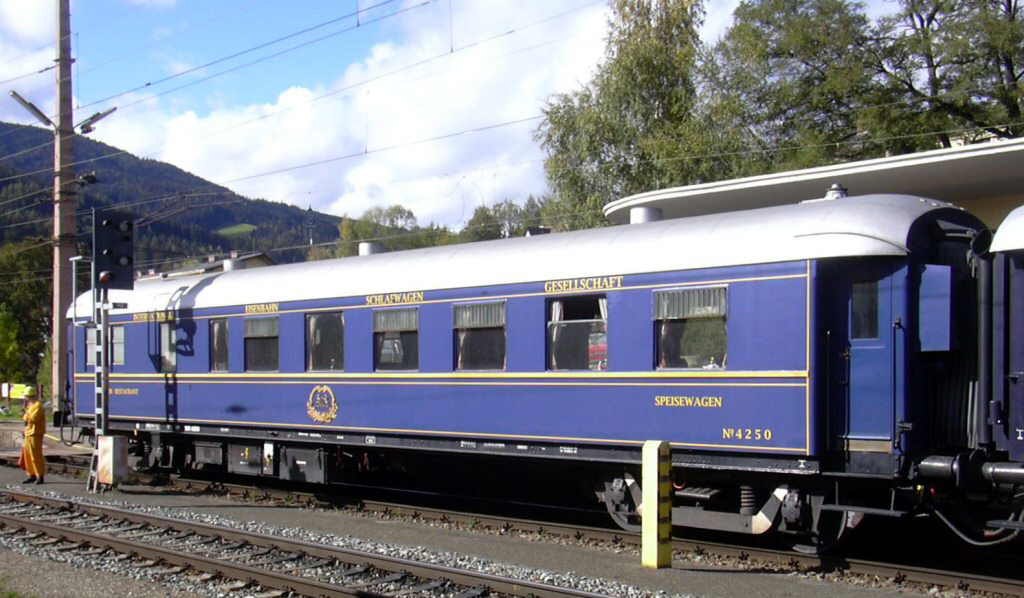
旧国際寝台車会社の客車（食堂車）

第二次世界大戦後のオリエント急行は、戦前のような豪華列車ではなくなった。特に東欧圏の駅停車時には検問が行われ、客離れが進み、出稼ぎの労働者が多く利用するようになった。一方で1970年代以降、旧国際寝台車会社の客車などを使用し戦前のオリエント急行を復元した観光列車が運行されている。
古くは1967年に、国際寝台車会社自身が「まだひとつのヨーロッパがあったとき」と題して豪華列車によるツアーを募集した例があるが、このときは料金が高すぎたために客が集まらず実現に至らなかった。
1976年3月にはスイス連邦鉄道のWalter Finkbohnerの企画により、「特別シンプロン・オリエント急行」と名付けられた列車がミラノ - イスタンブール間を走った。同年10月にはFinkbohnerの友人のスイス人実業家アルバート・グラッツが、チューリッヒ - イスタンブール間で「特別アールベルク・オリエント急行」と名付けた列車を走らせた。これはのちのノスタルジー・オリエント急行の基になっている。
20世紀末から21世紀初頭の時点において、ヨーロッパで運行されている「オリエント急行」を名乗る観光列車には以下の3つがある。
- ノスタルジー・イスタンブール・オリエント急行（Nostalgie Istanbul Orient Express、NIOE）、旧名ノスタルジー・オリエント急行（Nostalgie Orient Express、NOE） - スイスの旅行会社インターフルーク社が1977年から運行を始めた列車。
- ベニス・シンプロン・オリエント・エクスプレス（ベニス・シンプロン・オリエント急行、Venice Simplon Orient Express、VSOE） - オリエント・エクスプレス・ホテルズ社（現・ベルモンド）が1982年に運行を始めた列車。
- プルマン・オリエント急行（Pullman Orient Express、POE） - フランスのアコーホテルズの傘下に入ったワゴン・リ社が所有する列車。寝台車はなく昼行専用である。

なお、これらの観光列車で用いられている車両は1930年前後に製造されたものであり、スペースや室内設備の機能性などの面では、2000年代の新型列車の個室寝台に見劣りするところもある。しかしながら調度品の質や人的なサービスの充実、車内でのイベント出席の際のドレスコードが設けられているなど、演出としての豪華さのみならず、列車の格調や風格、ステイタス性に関してはほかのいかなる観光列車と比べても際立っている。
また、NIOE、VSOEとも寝台車はLx型を使用しているが、Lx型は本来青列車など西ヨーロッパ圏内の列車で用いられていた車両であり、国際寝台車会社のオリエント急行では一部区間でのみ連結されていた。プルマン・カー（サロン・カー）も同様である。

### ノスタルジー・イスタンブール・オリエント急行
スイスのチューリッヒに本社を置いていたインターフルーク社（REISEBURO INTRAFRUG.A.G-イントラフルーク、イントラフラッグと呼ぶ記述も存在した）は、かつての国際寝台車会社の寝台車を購入・復元し、1976年から観光列車として運転していた。1977年にはこの列車に「ノスタルジー・オリエント急行（Nostalgie Orient Express、NOE）」と名付けた。「ノスタルジー」を冠したのは定期列車のオリエント急行と区別するためである。ノスタルジー・オリエント急行としての初の走行は、1977年3月から4月にかけてのチューリッヒ - イスタンブール間であった。その後は主としてチューリッヒを起点にツアー列車としてヨーロッパ各地を走行した。1983年にはベニス・シンプロン・オリエント急行との区別のため名を「ノスタルジー・イスタンブール・オリエント急行（Nostalgie Istanbul Orient Express、NIOE）」と改めた。
NIOEの車両を使用して運行された特別列車のうち、著名なものには以下がある。
- 1983年10月 - オリエント急行100周年記念列車「Le Centenaire」としてパリ - イスタンブール間を走行。
- 1988年9月 - パリからシベリア鉄道経由香港まで、および日本国内を走行。詳細はオリエント・エクスプレス '88を参照。
- 1992年 - マイケル・ジャクソンのヨーロッパツアーに際し、その専用列車となる。

1993年、インターフルーク社は経営難のためにNIOEを手放した。客車は同じスイスの旅行会社「ライズビューロー・ミッテルスルガウ」社に引き取られたほか、一部はロシア企業などに渡った。2002年、ライズビューロー・ミッテルスルガウ社は経営統合にともなってNIOEを手放し、スイスの鉄道旅行会社「Trans Europ Eisenbahn AG（TEAG）」に買い取られ、オーストリアで設立されたOrient Express Train de Luxe AGが窓口となって主に団体向けのチャーター列車として運用された。この時期のNIOEは旧国際寝台車会社の客車のほか、「ラインゴルト」用の客車などより新しい客車も混ざった編成で運行されていた。
しかし、商標登録されていた「オリエントエクスプレス」という名称の使用権に纏わる権利問題が生じ、オリエントエクスプレス・ホテルズ社とフランス国鉄から訴訟を起こされることとなったため、2007年以降はNIOEという名称での運行はしておらず、Orient Express Train de Luxe AGのウェブページも閉鎖されている。

### ベニス・シンプロン・オリエント・エクスプレス

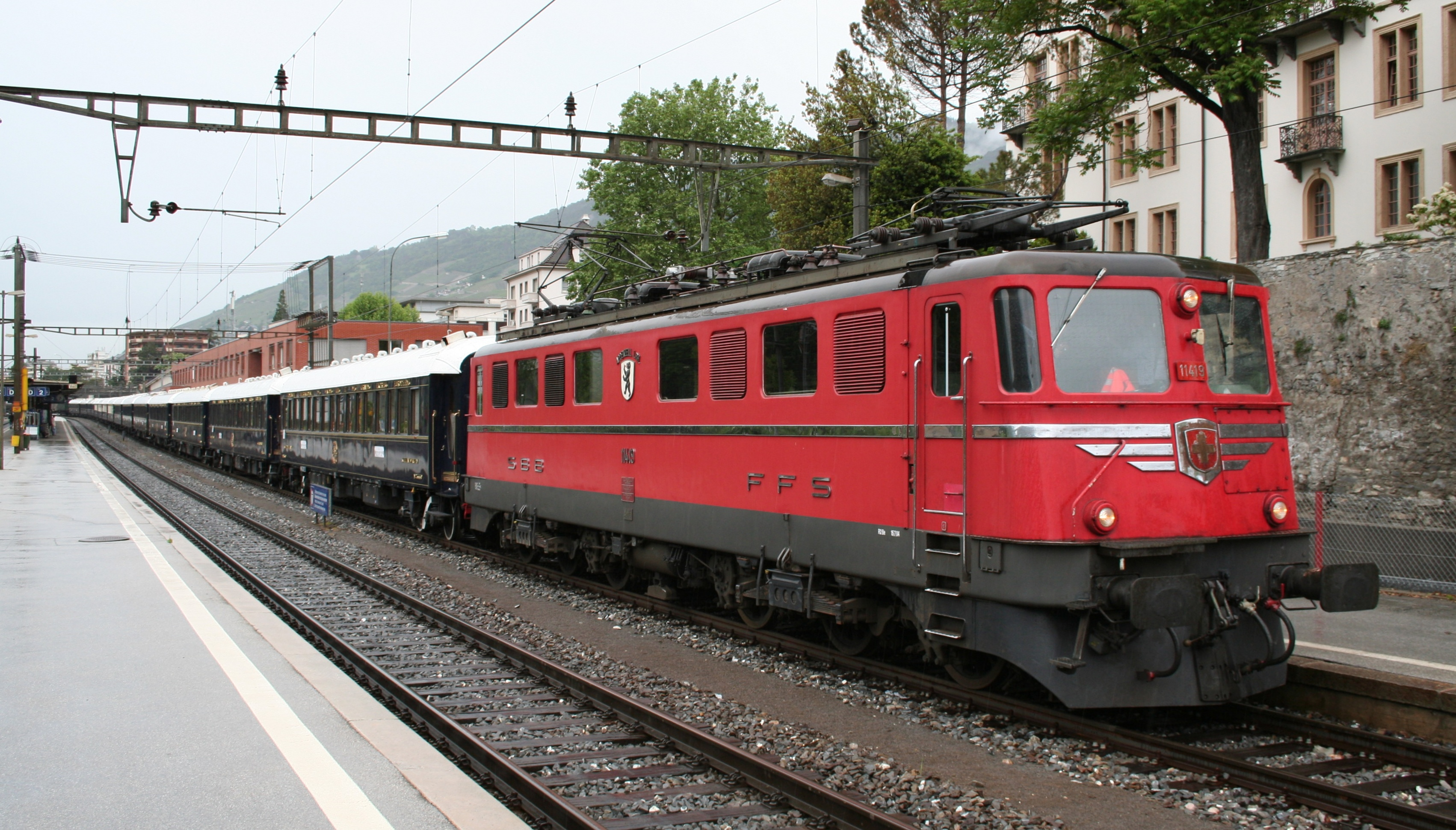
スイス連邦鉄道のAe 6/6機関車に牽引されるVSOE

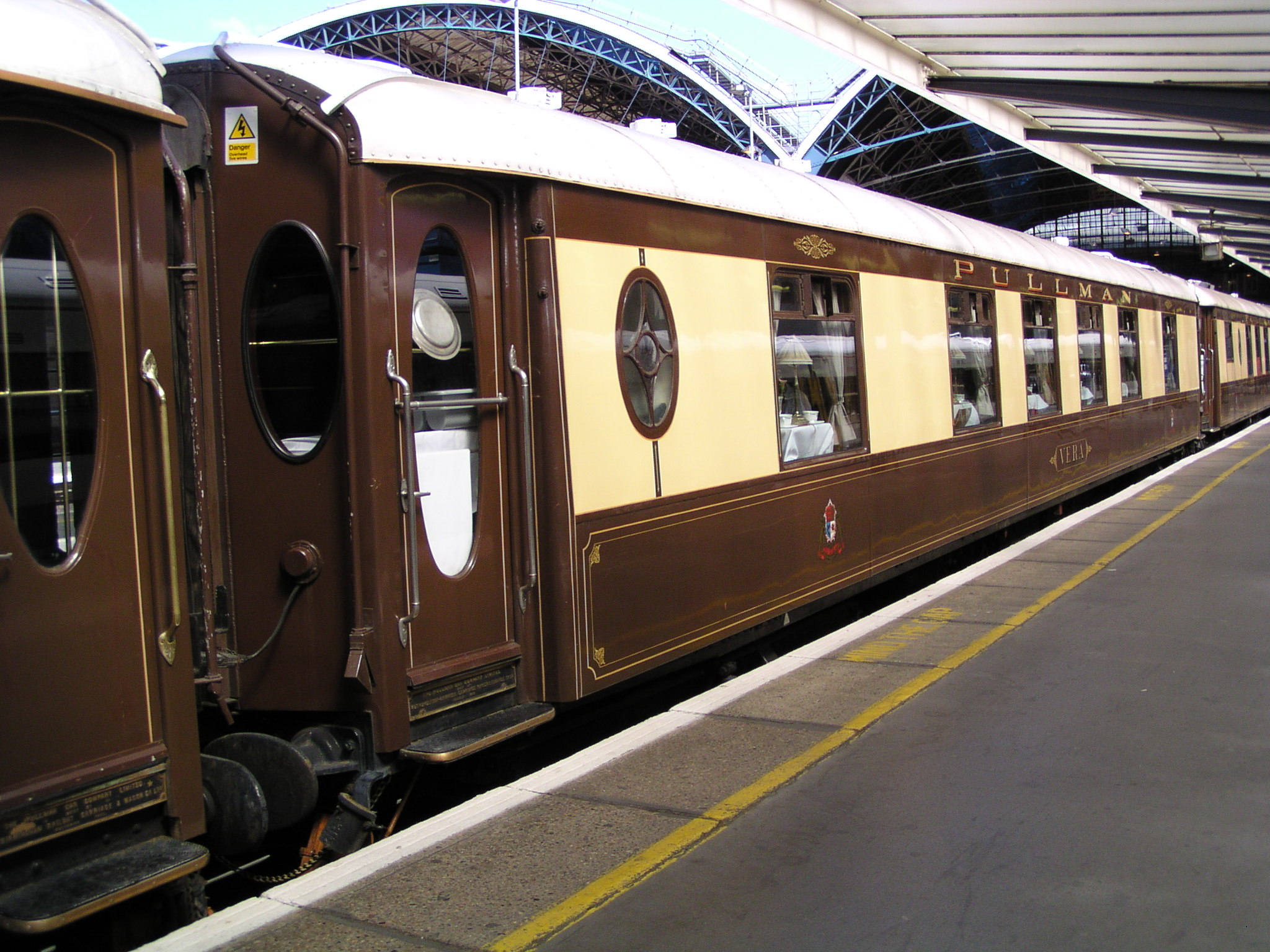
VSOEのブリティッシュ・プルマン編成

海運会社であるシーコンテナ社社長のジェームズ・シャーウッドは、1977年にオークションで国際寝台車会社の寝台車を落札した。その後も車両を買い増して、オリエント・エクスプレス・ホテルズ社という子会社を設立し、1982年から「ベニス・シンプロン・オリエント・エクスプレス（VSOE）」として運行を始めた。
VSOEはツアー列車として、イギリスのロンドン・ヴィクトリア駅とイタリアのヴェネツィア（ベニス）サンタ・ルチーア駅の間を結んでいる。ロンドン - フォークストーン（Folkestone）間は、元プルマン社のイギリス法人が保有していた座席車（ブリティッシュ・プルマン）を使用する。ドーヴァー海峡はかつては船で渡っていたが、2009年時点では専用バスに乗り換えてユーロトンネルシャトルによりカレーに至る。カレーからは元国際寝台車会社の車両による編成となり、パリを経由しヴェネツィアに至る。なお、運行開始時にはパリ - ヴェネツィア間はかつてのシンプロン・オリエント急行の経路をたどりローザンヌ、ミラノを経由していたが、のちにアールベルク・オリエント急行の経路の一部をたどってブックス（Buchs）、インスブルックに至り、そこからブレンナー峠経由でイタリアに向かう経路に変更された。これはこの経路の方が遠回りではあるものの、沿線の景色がよいためである。このほかローマまで運行されることもあり、またプラハやブカレスト、イスタンブールなどへ特別運行されることもある。ブリティッシュ・プルマン編成はVSOEのほかイギリス国内のツアー列車にも用いられる。
2003年から2006年にかけて旧国際寝台車会社の車輌の更新改造が施され、時速160キロ走行に対応した新しい台車に交換されている。
大陸側では1泊2日の旅だが、ディナーのドレスコードはフォーマル指定、乗客の要望に対応するキャビンアテンダントが同乗するうえ、記念として列車内にあるポストから手紙を出すことが可能である。
2020年に実施されたイギリスの欧州連合（EU）離脱（通称・ブレグジット）により、イギリスとフランス間の国境通過に時間を要していることから、2024年3月にロンドン - パリ間の運行を一旦廃止することを2023年4月に発表した。該当区間はユーロスターで代替輸送する予定としている。

### プルマン・オリエント急行
「プルマン・オリエント急行（Pullman Orient Express）」は、フランスのアコーグループ傘下となったワゴン・リ社が保有する編成である。編成は食堂車とサロンカーが主体であり、寝台車はない。おもにフランス国内で日帰りのツアー列車として運行されている。

### オリエント・エクスプレス '88

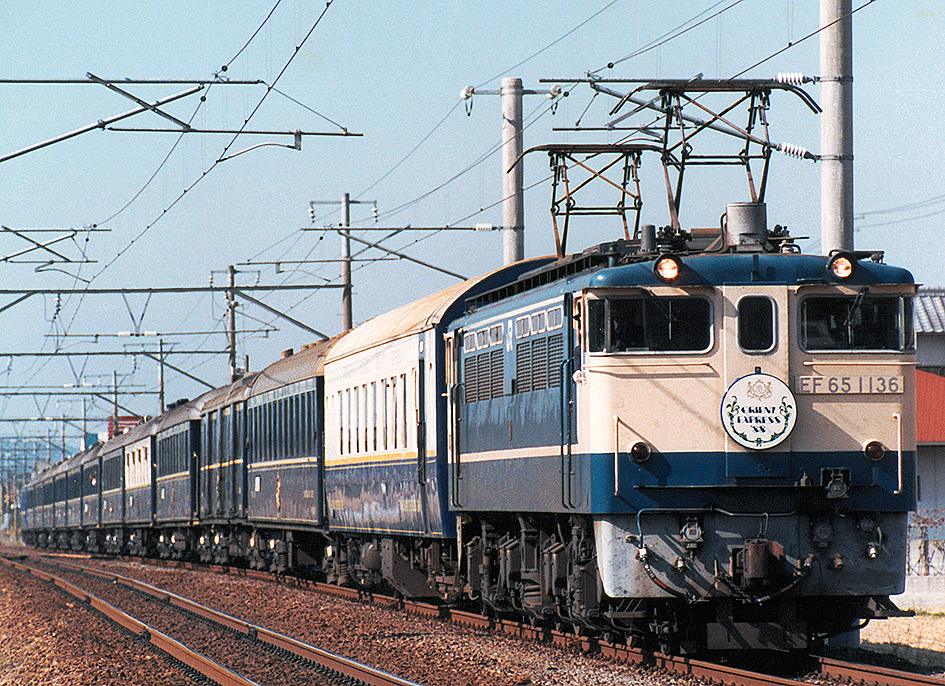
日本を走行した「ORIENT EXPRESS'88」

オリエント・エクスプレス '88は1988年に、フジテレビジョン開局30周年、JRグループ発足一周年記念事業として、フジテレビ・東日本旅客鉄道（JR東日本）主導のもと、各国政府・鉄道各者の協力により、NIOEの車両を利用してパリ - 東京間でORIENT EXPRESS'88が運行された（プロジェクトの正式名称は"HITACHIカルチャースペシャル・ORIENT EXPRESS'88"）。

## アジアとアメリカの観光列車

### イースタン＆オリエンタル・エクスプレス

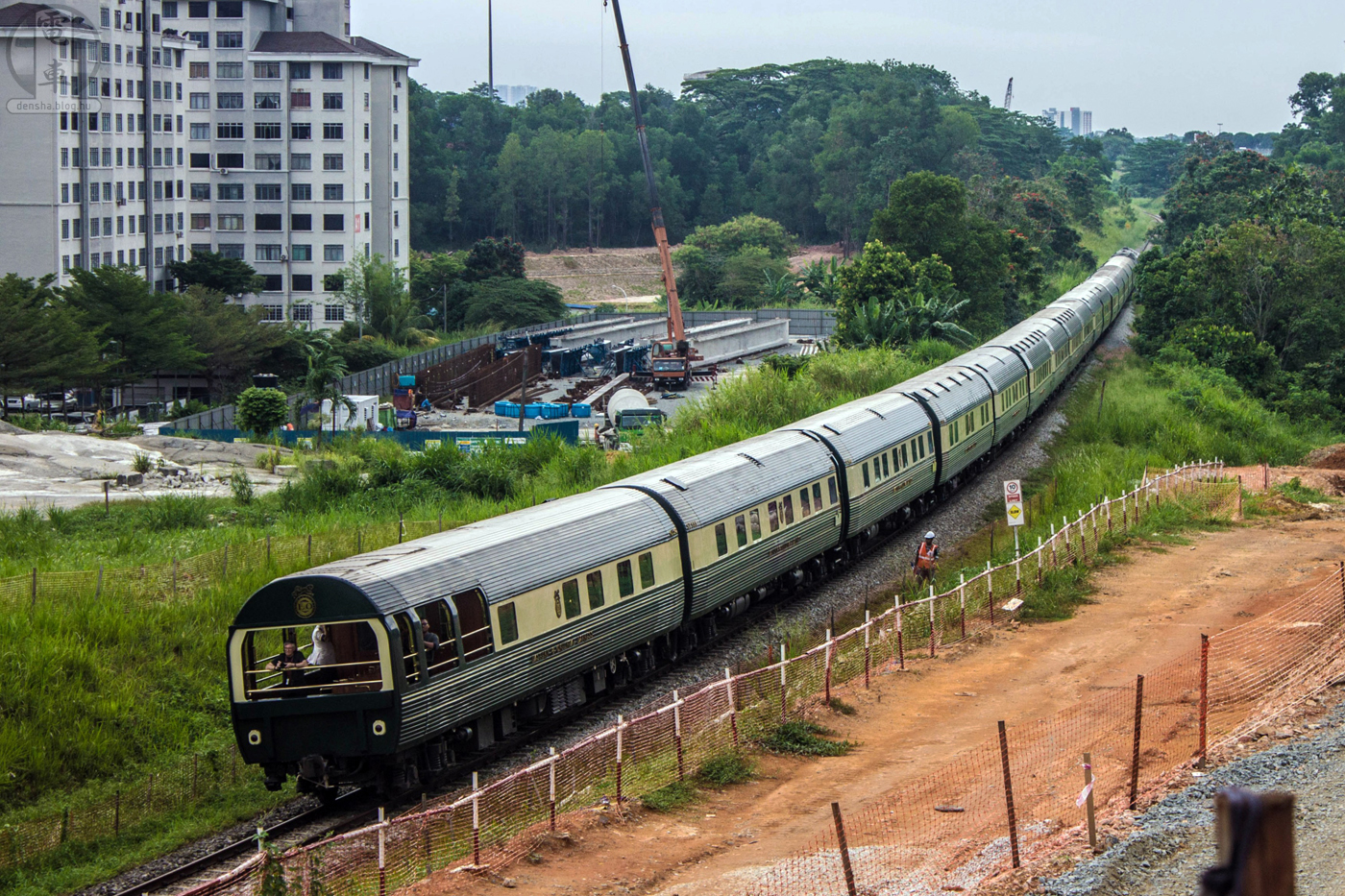
マレーシアを走行中のE&O

「ベニス・シンプロン・オリエント・エクスプレス」で成功を収めたオリエント・エクスプレス・ホテルズ社は、東アジアからの顧客誘致を積極的に進めるため、アジアのオリエント急行と題してシンガポールからマレー半島を巡りシンガポールに帰着する、「イースタン&オリエンタル・エクスプレス（E&O）」の運行を1993年に開始した。2023年現在シンガポールから3泊4日でマレーシアを周遊するコースが通年で運行されている。いずれもヨーロッパの「オリエント急行」と同系列で雰囲気やサービス、食事も豪華そのものである。なお使用される車両はニュージーランド鉄道省で使われていた日本製の寝台客車「シルバースター」を改装したものである。

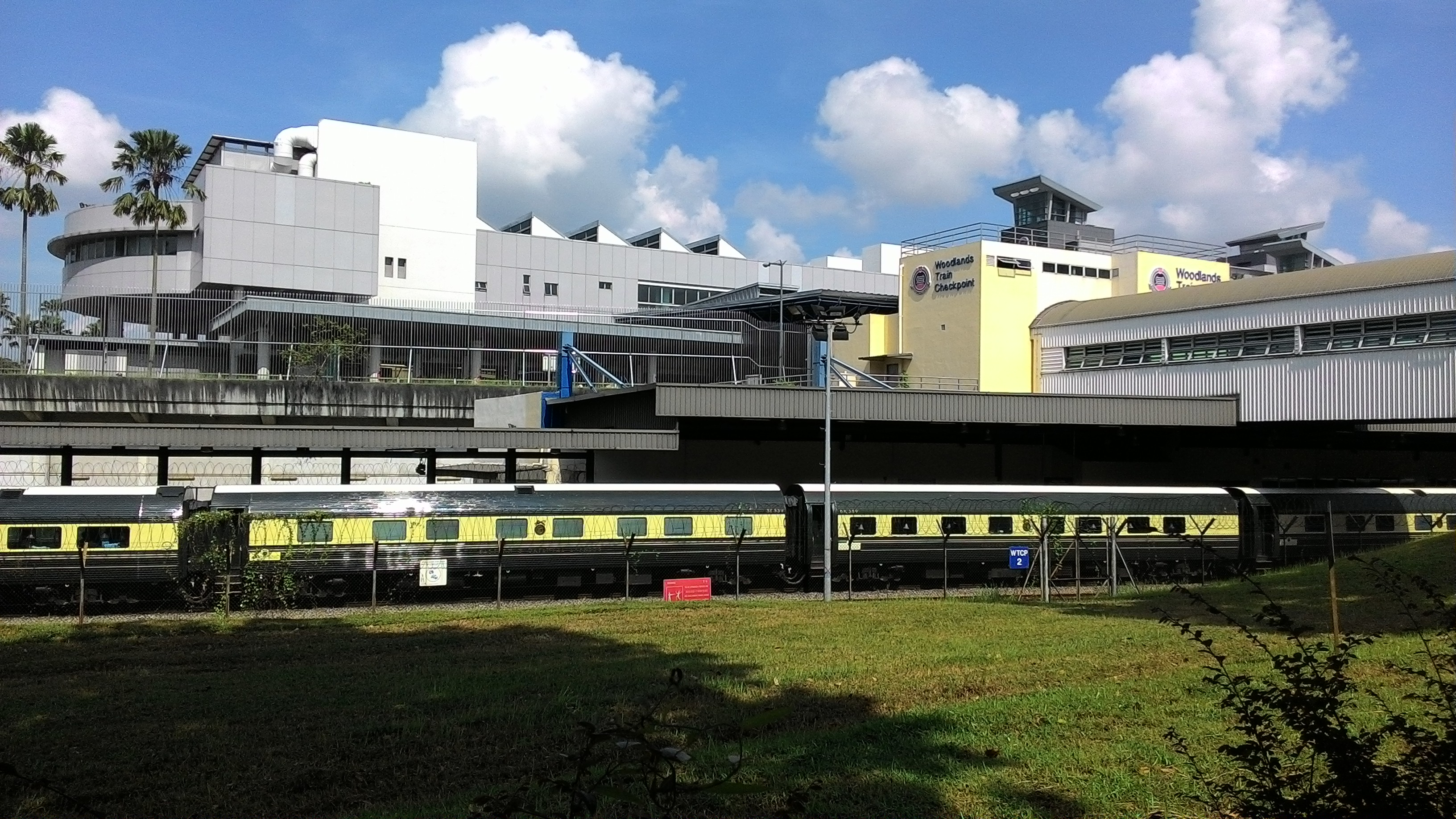
シンガポールに停車中のイースタン＆オリエンタル・エクスプレス

シルバースター用客車の大半がタイへ輸出され、うち24両がアスベスト除去、塗装変更、軌間変更、内装など大規模な改造を受けて1993年9月から営業運転を開始した。
2019年現在、展望車や食堂車、電源車を含めた17両編成が毎年9月から翌年4月まで定期運転に就いている。

### チャイナ・オリエント急行
中華人民共和国の鉄道では、シルクロード沿いで「チャイナ・オリエント急行」が運行されている。これは、カナダの旅行会社が中国国鉄の元貴賓車を観光用に貸し切り、北京とウルムチとの間で運行を行うツアーの名称で、1990年から行われている。

### ロイヤル・オリエント・トレイン
また、インドの鉄道では豪族マハーラージャの専用列車を復元した宮殿列車が1995年から「ロイヤル・オリエント・トレイン」の名前で運行されている。これは、デリーからアラビア海に面したマハーラージャゆかりの各地までの約1,400キロを7泊8日かけて往復する観光列車で、途中各地で下車しての観光が組まれている。

### 北アメリカの観光列車
「オリエント急行」の名前を冠した観光列車は北アメリカにも存在する。これらは東洋には関係がないが、かつての鉄道黄金時代の車両を復元したという点でヨーロッパの「オリエント急行」と似ている。
北アメリカの「オリエント急行」は2列車存在する。
アメリカン・オリエント急行
ひとつは、オレゴン・レイルホールディングス社が所有する「アメリカン・オリエント急行」である。1950年前後に運行されていたアメリカの流線形客車を改造し観光列車に仕立てたもので、ニューヨーク・セントラル鉄道の「20世紀特急」で運用されていた流線形展望車やミルウォーキー鉄道で運用されていたスーパードーム車など、アメリカの鉄道黄金時代の各鉄道の有名な客車が組み込まれている。北はカナダ、南はメキシコまで足を伸ばすが、走行するルートはほぼ決まっており、季節に応じたツアーが設定されている。しかし、2008年ごろに運営していた企業が経営破綻し、運行休止を余儀なくされた。
その後、アメリカン・オリエント急行で使用されていた客車は、新たな運営企業の元で「グランドルクス・エクスプレス（Grand Luxe Express）」として現在も使用されている。現在、おもなコースとしてデンバーとサンフランシスコを結ぶルートで運行されている。
サウス・オリエント急行
もう一つは、「サウス・オリエント急行」である。「シエラマドレ急行」が正式な名称。「アメリカン・オリエント急行」ほどは知られていないが、やはりかつての流線形車両を復元し、コッパー・キャニオンの息をのむような景色を眺めることを目当てとした観光列車で、1980年代から2009年までメキシコ北部で運行を行った。

## その他の「オリエント急行」
オリエントを冠した列車としては、上記の一連の「オリエント急行」のほか、アメリカの鉄道会社のひとつであるグレート・ノーザン鉄道（現・BNSF鉄道）の「オリエンタル特急（en:Oriental Limited）」という列車を挙げることができる。この列車は、1890年代から1930年代にかけてシカゴ - シアトル間で運行されていたが、シアトルでは日本郵船の太平洋航路に連絡しており、アメリカと東洋を結ぶ列車として機能していた。
このほかにも施設として利用されたものとして、かつて滋賀県大津市に存在した紅葉パラダイスに「オリエント急行ホテル」が存在した。旧西ドイツの蒸気機関車と、ワゴン・リのLXタイプ寝台車が数両線路の上に乗った状態で、ホテル敷地内の宿泊施設として使用されていたが、のちに老朽化のためすべて解体撤去されてしまった。ホテルもその後に廃業している。この施設は妹尾河童の書籍にも紹介されたことがある。

## 年表
- 1872年 - 国際寝台車会社設立。
- 1883年
  - 10月4日 - パリ発コンスタンチノープル（現・イスタンブール）行き（一部船舶連絡）「オリエント急行」開通記念列車運転。
  - 10月25日 - 定期列車として運行開始。
- 1889年 - コンスタンチノープルまでの直通運転が実現する。
- 1914年 - 第一次世界大戦のため運行休止。
- 1919年
  - 1月18日 - 「軍用豪華列車」として運行再開。
  - 4月 - 「シンプロン・オリエント急行」、パリ - ベオグラード間で運行開始。
- 1920年 - 「シンプロン・オリエント急行」、イスタンブールまでの直通運転開始。
- 1924年 - ミュンヘン経由の「オリエント急行」運行再開。
- 1932年 - 「アールベルク・オリエント急行」登場。
- 第二次世界大戦中、運行休止。
- 1945年11月 - 「シンプロン・オリエント急行」運行再開。
- 1946年 - 「オリエント急行」、「アールベルク・オリエント急行」運行再開。
- 1962年5月26日 - 「シンプロン・オリエント急行」、「アールベルク・オリエント急行」は区間短縮のうえ「シンプロン急行」、「アールベルク急行」と改名。パリ - イスタンブール、アテネ間で「ダイレクト・オリエント急行」運行開始。
- 1971年 - 国際寝台車会社、鉄道事業から撤退。ヨーロッパ寝台車プール発足。
- 1977年 - スイスのインターフルーク社の「ノスタルジー・イスタンブール・オリエント急行（NIOE）」運行開始。
- 1977年5月 - 「ダイレクト・オリエント急行」廃止。パリ - イスタンブール間の定期列車全廃。
- 1982年5月25日 - オリエント・エクスプレス・ホテルズ社の「ベニス・シンプロン・オリエント・エクスプレス（VSOE）が運行開始。
- 1988年 - ORIENT EXPRESS '88 運転。NIOEがパリ - 香港間および日本のJR線を走行。
- 1993年夏 - 「イースタン・オリエンタル・エクスプレス（E&O）」運行開始。
- 2001年6月 - 定期列車の「オリエント急行」、パリ - ウィーン間に短縮。
- 2007年6月 - 定期列車、ストラスブール - ウィーン間に短縮。
- 2009年12月 - 定期列車廃止。
- 2025年春 - イタリアで運行再開を予定している[35]。

## オリエント急行を題材にした作品
イスタンブール直通の「オリエント急行」は、上流貴顕の乗車が多く、東洋に連なる列車であることから、エキゾチシズムを伴った豪奢な乗り物というイメージが世界的に広く敷衍していた。また国際的な紛争多発地域であるバルカン半島を経由ルートとしており、第二次世界大戦後の東西冷戦下にはイデオロギーの相違する多数の国々を貫通して運行された。
このような特徴は、古くから興味深い題材として作家たちの関心を集めることにもなり、しばしば小説の「走る舞台」に取り上げられた。モーリス・デコブラの『寝台車のマドンナ』（1925年）にはオリエント急行をはじめとする寝台列車が登場する。グレアム・グリーンによる群像劇的な小説『スタンブール特急』（1932年）は、イスタンブール行のオーステンデ・ウィーン・オリエント急行が舞台である。またアガサ・クリスティは、考古学者である夫マックス・マローワンが中東方面に赴く際に、たびたびシンプロン・オリエント急行に同伴して乗車したといい、同急行を舞台とした『オリエント急行の殺人』を1934年に発表している。この作品は1974年にシドニー・ルメット監督で映画化されており、蒸気機関車はフランス国鉄が動態保存していた230G-353を利用した。この機関車は既述の通り、1988年に日本まで走ったノスタルジー・イスタンブール・オリエントエクスプレスのパリ発車時のスタートを飾る機関車として、その大役を果たしている。
一方、東ヨーロッパ側からは、オリエント急行を批判的に描いた作品も存在する。ブルガリアの作家アーレコ・イワニコフ・コンスタンティノフの小説『バイ・ガーニュ』（1895年）は、オリエント急行に乗った成金商人を風刺的に描いている。
第二次世界大戦後には、イアン・フレミングがスパイ小説「007シリーズ」のひとつとして『ロシアから愛をこめて』（1957年）を書いている。作中でジェームス・ボンドはイスタンブールからディジョンまでシンプロン・オリエント急行に乗車する。この小説は1963年にショーン・コネリー主演で『007 ロシアより愛をこめて』として映画化されており、「オリエント急行」でのシーンも見せ場のひとつとして描かれている。
また、この列車を題材とした音楽としては、イギリスの作曲家 フィリップ・スパークによるブラスバンド編成の作品『オリエント急行（Orient Express）』（1986年）が広く知られる。この曲はスパークの代表曲のひとつとされ、欧州放送連合（EBU）のNew Music for Band Competitionで第1位を獲得した。急行列車の出発から到着までの様々な場面を音楽によって描いた、輝かしい曲想を特徴とする楽曲である。曲は、出発時・走行時・到着時等における蒸気機関車の走行音、汽笛の音、車掌の笛の音などが描写され、旅情を伝える一方、中間部では、故郷への郷愁を想起させるようなやや感傷的な旋律も登場する。10分足らずの単一楽章の楽曲で、オリエント急行の旅を描くこの曲は、のちに作曲者スパーク自身の手によって吹奏楽編成へも編曲されており、日本国内においても各種学校から市民バンドに至るまで多くの楽団によってコンサートやコンクールなどの場にて頻繁に演奏され、人気がある。この他、ジャズ/フュージョンの楽曲にもジョー・ザヴィヌルが「Orient Express」という楽曲を作曲している。
日本国内で発行された漫画『月館の殺人』（原作・綾辻行人、作画・佐々木倫子）では、物語の舞台となる夜行列車「幻夜号」の車両や接客サービスの参考にされている。また、オリエント急行を舞台としたサスペンス仕立ての漫画『マダム・プティ』（高尾滋）もある。ギャンブル漫画『100万$キッド』（石垣ゆうき、原案協力・宮崎まさる）の第65話（熱闘!!オリエント急行!!の巻）から第71話では、オリエント急行内でのスタッド・ポーカー対決が描かれている。